# Henrique da Silveira
Henrique da Silveira, né le 26 janvier 1901 à Terceira et mort le 9 avril 1973 à Lisbonne, est un escrimeur portugais, ayant pour arme l'épée.

## Biographie
Il est médaillé de bronze olympique d'escrime dans l'épreuve d'épée par équipes lors des Jeux olympiques d'été de 1928 à Amsterdam, après avoir terminé quatrième en épée par équipes en 1920 à Anvers et en 1924 à Paris. Il est aussi sixième de l'épreuve individuelle d'épée aux Jeux olympiques d'été de 1936 à Berlin.